# Théâtre national (France)
Cet article concerne statut juridique français. Pour les autres théâtres nationaux, voir Théâtre national.
Théâtre national est un statut juridique donné en France à une institution théâtrale avec des financements de l'État.
Ce statut est lié à la notion de « théâtre public » du ministère de la Culture et de la Communication, dont la mission principale est de mettre en valeur le spectacle vivant, en présentant au public le plus large choix possible des œuvres du répertoire classique et contemporain, français et étranger. Les théâtres nationaux sont gérés dans le cadre des établissements publics à caractère industriel et commercial (EPIC).
Chaque établissement a une mission spécifique : le financement d'une troupe de comédiens (Comédie-Française), la gestion d'une école de comédiens (Théâtre national de Strasbourg), la promotion de la danse (Théâtre national de Chaillot à partir de 2008), la diffusion du répertoire contemporain (Théâtre de la Colline) ou européen (Odéon), la représentation d'opéra-comique, c'est-à-dire de pièces où les scènes chantées alternent avec des dialogues parlés (Théâtre national de l'Opéra-Comique).
L'association de représentation des établissements nationaux entrepreneurs de spectacles (ARENES) regroupe la plupart d'entre eux. 
Ce statut est à différencier de celui de Centre dramatique national qui ne sont pas des théâtres nationaux au sens juridique et de leurs financement: bien que certains utilisent le terme national dans leur dénomination (Théâtre national populaire, Théâtre national de Marseille, de Bordeaux, de Toulouse, de Nice, de Bretagne, etc.), et ne sont que des CDN.
Subventionnés à hauteur de 71,7 millions d'euros en 2009-2010, seuls les cinq théâtres nationaux ont accueilli 1 404 représentations et 716 385 spectateurs (dont 86 923 entrées gratuites) en 2009-2010 (soit l'équivalent d'une subvention de 100 euros par spectateur).
La Mission des archives du ministère de la Culture et les Archives nationales mettent en œuvre la collecte et la préservation du patrimoine archivistique des théâtres nationaux.

## Liste des six théâtres nationaux[4]
- Comédie-Française à Paris.
- Théâtre de l'Odéon (nom officiel : Théâtre national de l’Odéon-Théâtre de l’Europe), à Paris (depuis 1971).
- Théâtre national de la Colline à Paris (depuis 1988, en remplacement du Théâtre de l'Est parisien, théâtre national entre 1972 et 1988).
- Théâtre national de Chaillot à Paris (depuis 1975).
- Théâtre national de Strasbourg (depuis 1972).
- Théâtre national de l'Opéra-Comique à Paris (depuis 2004 ; il a obtenu le statut de Théâtre National par le décret n° 2004-1232 du 20 novembre 2004[5]